# Emarginea
Emarginea is een geslacht van vlinders van de familie Uilen (Noctuidae), uit de onderfamilie Hadeninae.

## Soorten
- E. anna Schaus, 1911
- E. combusta Walker, 1857
- E. empyra Dyar, 1910
- E. gammophora Guenée, 1852
- E. minastes Dyar, 1920
- E. niphoplaga Druce, 1909
- E. nocea Dyar, 1912
- E. oleagina Dognin, 1889